# Almenara de Adaja
Almenara de Adaja – gmina w Hiszpanii, w prowincji Valladolid, w Kastylii i León, o powierzchni 17,16 km². W 2011 roku gmina liczyła 29 mieszkańców.